# Aubigny (Somme)
Pour les articles homonymes, voir Aubigny.
Aubigny est une commune française située dans le département de la Somme en région Hauts-de-France.

## Géographie

### Localisation

#### Communes limitrophes
|                  | Corbie  |                    |
| Daours           | Aubigny | Fouilloy           |
| Blangy-Tronville | Cachy   | Villers-Bretonneux |

### Nature du sol et du sous-sol
Le sous-sol de la commune date de l'ère secondaire, il est formé de craie blanche à silex sur les 5/8e du territoire. Près du village et du marais, le sol est tourbeux, ailleurs, le sol est recouvert par le limon des plateaux, des alluvions modernes ou des dépôts meubles de formation quaternaire.

### Relief, paysage, végétation
Le relief de la commune est celui d'une vallée au nord et d'un plateau au sud. L'altitude maximum est de 86 m, au lieu-dit, le Bois-l'Abbé. Le paysage est celui du plateau de l'Amiénois au sud et d'une vallée marécageuse au nord avec abondance de carex. Il y a sur le territoire de la commune quelques bosquets.

### Hydrographie

#### Réseau hydrographique
La commune est située dans le bassin Artois-Picardie. Elle est drainée par la Somme canalisée, le Grand Marais et le bras de décharge rd ecl 15 Daours du conf du canal de la Somme à la vanne du bras de décharge,.
Le canal de la Somme, construit entre 1770 et 1827, et mis au gabarit Freycinet en 1880, est long 170 km. Il débute à Saint-Simon où il touche au canal de Saint-Quentin et débouche dans la baie de Somme.

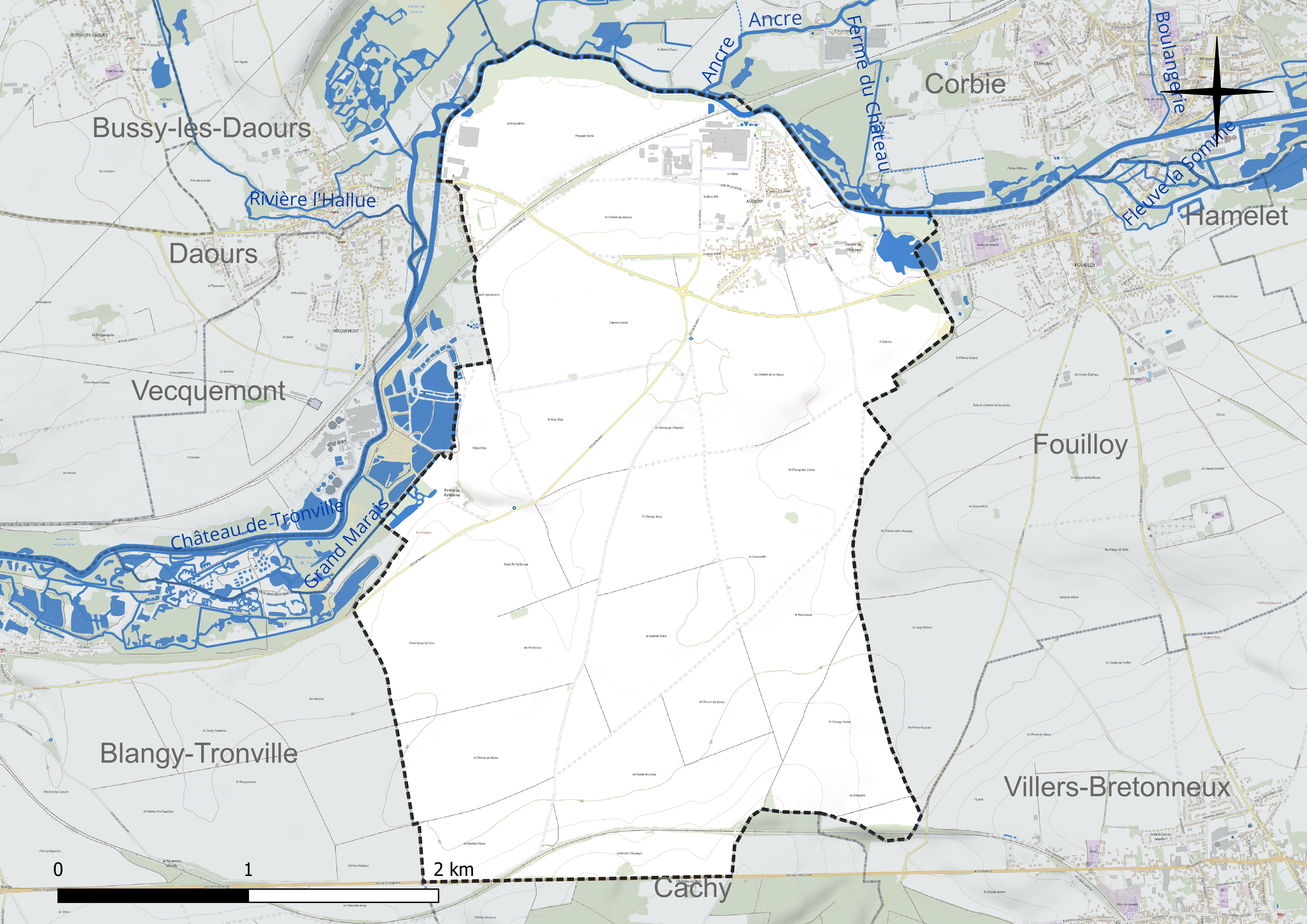
Réseau hydrographique d'Aubigny.

#### Gestion et qualité des eaux
Le territoire communal est couvert par le schéma d'aménagement et de gestion des eaux (SAGE) « Somme aval et Cours d'eau côtiers ». Ce document de planification concerne un territoire de 1 835 km2 de superficie, délimité par le bassin versant de la Somme canalisée. Le périmètre a été arrêté le 29 avril 2010 et le SAGE proprement dit a été approuvé le 6 août 2019. La structure porteuse de l'élaboration et de la mise en œuvre est le syndicat mixte d'aménagement hydraulique du bassin versant de la Somme (AMEVA).
La qualité des cours d'eau peut être consultée sur un site dédié géré par les agences de l'eau et l'Agence française pour la biodiversité.

### Climat
Pour des articles plus généraux, voir Climat des Hauts-de-France et Climat de la Somme.
En 2010, le climat de la commune est de type climat océanique dégradé des plaines du Centre et du Nord, selon une étude du CNRS s'appuyant sur une série de données couvrant la période 1971-2000. En 2020, Météo-France publie une typologie des climats de la France métropolitaine dans laquelle la commune est exposée à un climat océanique et est dans la région climatique Nord-est du bassin Parisien, caractérisée par un ensoleillement médiocre, une pluviométrie moyenne régulièrement répartie au cours de l'année et un hiver froid (3 °C).
Pour la période 1971-2000, la température annuelle moyenne est de 10,4 °C, avec une amplitude thermique annuelle de 13,9 °C. Le cumul annuel moyen de précipitations est de 675 mm, avec 11,1 jours de précipitations en janvier et 8,5 jours en juillet. Pour la période 1991-2020, la température moyenne annuelle observée sur la station météorologique la plus proche, située sur la commune de Glisy à 6 km à vol d'oiseau, est de 11,1 °C et le cumul annuel moyen de précipitations est de 646,6 mm,. Pour l'avenir, les paramètres climatiques de la commune estimés pour 2050 selon différents scénarios d'émission de gaz à effet de serre sont consultables sur un site dédié publié par Météo-France en novembre 2022.

## Urbanisme

### Typologie
Au 1er janvier 2024, Aubigny est catégorisée petite ville, selon la nouvelle grille communale de densité à sept niveaux définie par l'Insee en 2022.
Elle est située hors unité urbaine. Par ailleurs la commune fait partie de l'aire d'attraction d'Amiens, dont elle est une commune de la couronne,. Cette aire, qui regroupe 369 communes, est catégorisée dans les aires de 200 000 à moins de 700 000 habitants,.

### Occupation des sols
L'occupation des sols de la commune, telle qu'elle ressort de la base de données européenne d'occupation biophysique des sols Corine Land Cover (CLC), est marquée par l'importance des territoires agricoles (93,1 % en 2018), en diminution par rapport à 1990 (94,2 %). La répartition détaillée en 2018 est la suivante :
terres arables (90,4 %), zones urbanisées (5,8 %), zones agricoles hétérogènes (1,5 %), prairies (1,3 %), zones humides intérieures (0,6 %), eaux continentales (0,4 %). L'évolution de l'occupation des sols de la commune et de ses infrastructures peut être observée sur les différentes représentations cartographiques du territoire : la carte de Cassini (XVIIIe siècle), la carte d'état-major (1820-1866) et les cartes ou photos aériennes de l'IGN pour la période actuelle (1950 à aujourd'hui).

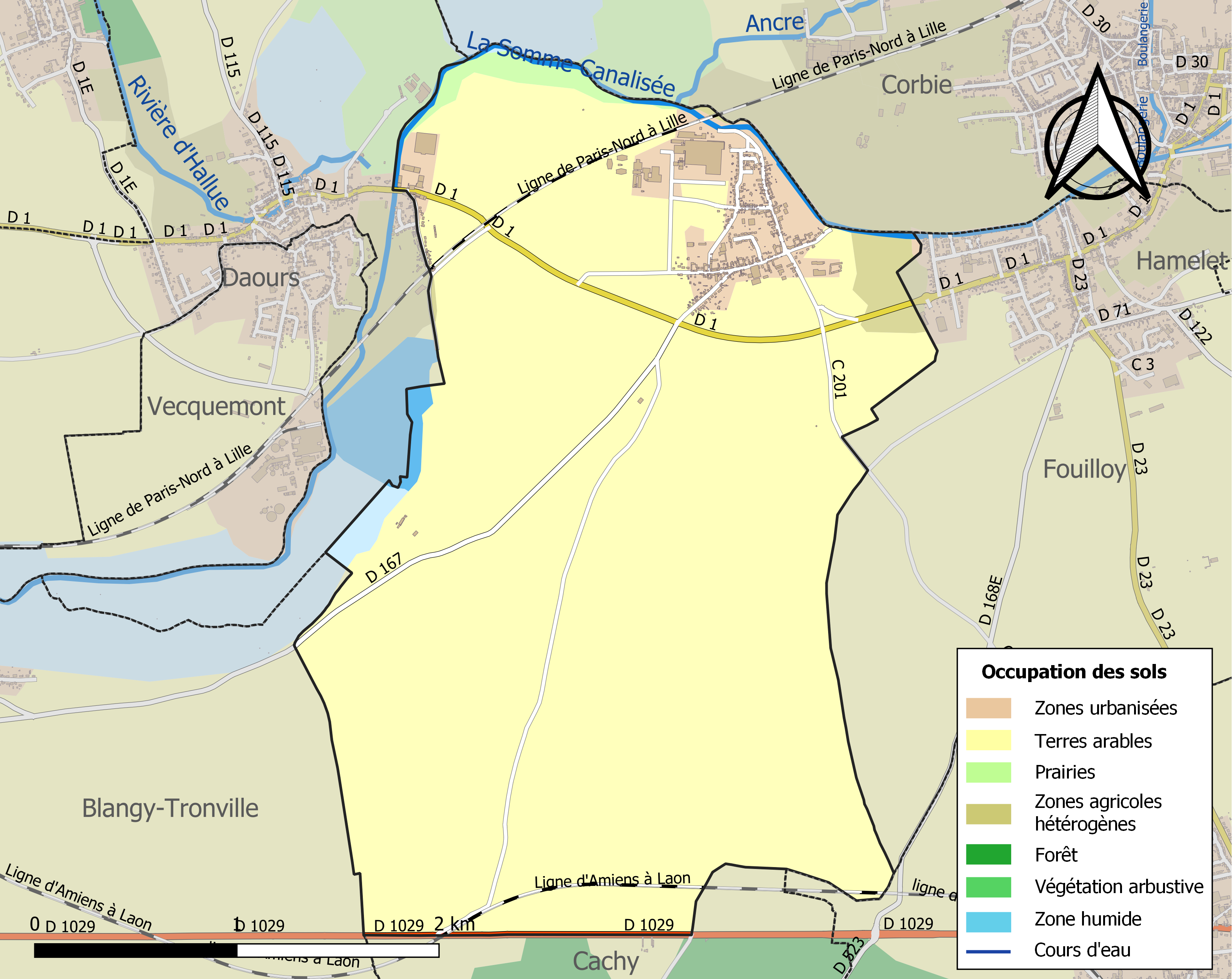
Carte des infrastructures et de l'occupation des sols de la commune en 2018 (CLC).

### Habitat
La commune présente un habitat groupé, le long de l'ancienne route de Corbie à Amiens. Il existe plusieurs écarts sur le territoire communal : la Ferme de Parfonval et la Gare de Daours située sur le territoire d'Aubigny.
La commune a procédé en partenariat avec le conseil général de la Somme à l'aménagement des berges de la Somme canalisée. Elle est dotée d'une salle polyvalente moderne.
Des constructions pavillonnaires des années 1970-1980 sont venues étoffer le bâti du village. La grande majorité de la population active travaille dans l'agglomération amiénoise et vit donc au rythme des migrations pendulaires.

### Voies de communication et transports
La localité est desservie par les lignes d'autocars du réseau interurbain Trans'80 Hauts-de-France (lignes no 37 et no 53).

#### Activités économiques et services
La commune possède peu de services hormis l'école et la mairie. Il n'y a aucun commerce.
Cependant, Aubigny possède sur son territoire plusieurs entreprises importantes : l'usine Nestlé-Purina qui fabrique de l'alimentation pour animaux avec un laboratoire (271 employés en février 2019) ; une entreprise de transport routier, une entreprise de mécanique pour les poids lourds. Il existe également plusieurs exploitations agricoles.

## Toponymie
On rencontre plusieurs formes dans les textes anciens pour désigner Aubigny : Albiniacum dès 660, Albigniacum en 814, Aubeigny, Albeignyacum, Albiguiacum, Aubéguia, Aubergny, Aubegny.
Aubignin en picard.
Le nom du village est issu de l'anthroponyme latin ou roman Albinius, suivi du suffixe gaulois -acum ou -iacus qui se transforma en « y » dans la France du nord, du nord-ouest et du centre (-acon) de domaine, propriété.

## Histoire

### Protohistoire
En 1997, la construction d'un gazoduc, puis son doublement, en 2013, furent l'occasion de fouilles archéologiques sur le territoire de la commune d'Aubigny, au lieu-dit Au Chemin de la pierre. Deux occupations humaines remarquables de l'époque gauloise ont été mises au jour. Un fossé monumental du début du IIIe siècle av. J.-C. appartenant à une enceinte datant du second âge du fer (La Tène) et une tombe aristocratique du IIe siècle av. J.-C. Ces éléments faisaient partie d'un vaste domaine agricole gaulois repéré par prospections aériennes.
Les archéologues ont également mis au jour un silo destiné au stockage du grain, converti plus tard en dépotoir. Le fossé fut comblé vers la fin du IIIe siècle av. J.-C., après un siècle d'utilisation.

### Antiquité
La sépulture mise au jour, en 2013, est une sépulture à incinération accompagnée d'un riche mobilier funéraire : landiers en fer représentant des têtes d'oiseaux, matériel de toilette (rasoir, pince à épiler, forces). De toute évidence, il s'agit de la tombe d'un dignitaire gaulois du IIe siècle, pendant la domination romaine.

### Moyen Âge
- Aubigny est mentionné en 662 dans le texte de la charte de fondation de l'abbaye de Corbie par laquelle le village et ses terres furent donnés par Clotaire III, roi des Francs et sa mère la reine Bathilde, à l'abbaye.
- Le premier seigneur d'Aubigny connu était Gamelon d'Aubigny au XIe siècle.
- 1214, Baudouin d'Aubigny prit part à la bataille de Bouvines avec son fils Hugues, aux côtés du roi de France Philippe-Auguste.
- Le 13 octobre 1307, le bailli d'Amiens, Denis d'Aubigny, arrêta les templiers sur ordre du roi Philippe IV le Bel.
- 1325, Regnault d'Aubigny prêta hommage à l'abbé de Corbie pour le fief de la seigneurie d'Aubigny. Il réunit les milices communales du bailliage d'Amiens en 1337, au début de la guerre de Cent Ans.
- 1476, Jean Vilain fit l'acquisition de la seigneurie d'Aubigny. Sa fille Marguerite Vilain épousa Jean de Saint-Delis, écuyer, seigneur d'Heucourt, Havernas, Saint-Germain... Il fut député de la noblesse aux états généraux de Tours en 1485.

### Époque moderne
- 1527, une église neuve fut construite dans le village sur un terrain donné par l'abbaye de Corbie.
- 1572, le château était ceint de murailles entourées de douves alimentées par l'eau de la Somme.
- 1603, Pierre de Saint-Delis vendit la seigneurie d'Aubigny.
- 1636, le village d'Aubigny fut brûlé lors du siège de Corbie.
- La seigneurie d'Aubigny passa ensuite à la famille du Fresne jusque 1789. À cette date, Charles du Fresne, seigneur d'Aubigny était également seigneur de Beaucourt où il résidait[1].

### Époque contemporaine
- 1794, un instituteur fut nommé dans la commune d'Aubigny.
- 1821, reconstruction de l'église.
- 1821-1827, construction du canal d'Angoulême (Somme canalisée) dans la commune.
- 1832, épidémie : 32 décès.
- 1846, construction du chemin de fer d'Amiens à Arras. La gare de Daours, sur le territoire d'Aubigny est créée en 1872.
- 1849, épidémie : 49 décès.
- 1860, ouverture d'une école de filles.
- 1861, ouverture d'une école spéciale de garçons et de filles.
- 1872, cessation de l'exploitation de la tourbe.
- 1883, reconstruction de l'école de garçons.
- 1898, création d'une compagnie de sapeurs-pompiers[1].
- À la fin du XIXe siècle, l'industrie de la bonneterie employait les 4/5e de la population active mais commençait à décliner. Un bureau de bienfaisance portait secours aux indigents et aux chômeurs[1].
- 1918, le village subit un violent bombardement, l'hôpital militaire britannique installé dans la mairie-école fut touché. Plusieurs dizaines de morts furent à déplorer.

#### Seconde Guerre mondiale, massacre des tirailleurs sénégalais
Le 23 mai 1940, à la fin de la première phase de la Bataille de France, les Allemands avaient constitué une tête de pont en rive gauche de la Somme à Aubigny et à Fouilloy. Le 24e régiment de tirailleurs sénégalais reprit le village après une contre-attaque violente. Mais le lendemain, la 13e division d'infanterie allemande reprit la localité. Une cinquantaine de tirailleurs, blessés, furent achevés par les troupes allemandes, alors qu'ils étaient prisonniers. Cela constitue le premier massacre de tirailleurs sénégalais constaté lors de cette campagne. 315 soldats du 1er bataillon du 24e R.T.S. périrent pour la défense d'Aubigny.

## Politique et administration
| Période                                  | Période                   | Identité         | Étiquette     | Qualité                        |
| ---------------------------------------- | ------------------------- | ---------------- | ------------- | ------------------------------ |
| Les données manquantes sont à compléter. |                           |                  |               |                                |
| avril 1950                               | 1962                      | Léon Peigné      |               |                                |
| février 1962                             | 1971                      | Louis Clair      |               |                                |
| mars 1971                                | 1993                      | René Poiré       | divers droite | retraité gendarmerie           |
| mars 1993                                | 1995                      | Michel Vermel    | divers droite |                                |
| mars 1995                                | 2008                      | Francis Alphonse | divers gauche | cadre de l'Équipement          |
| mars 2008                                | En cours (au 27 mai 2020) | Georges Leclercq | divers gauche | Réélu pour le mandat 2020-2026 |

## Population et société

### Démographie
L'évolution du nombre d'habitants est connue à travers les recensements de la population effectués dans la commune depuis 1793. Pour les communes de moins de 10 000 habitants, une enquête de recensement portant sur toute la population est réalisée tous les cinq ans, les populations de référence des années intermédiaires étant quant à elles estimées par interpolation ou extrapolation. Pour la commune, le premier recensement exhaustif entrant dans le cadre du nouveau dispositif a été réalisé en 2007.

En 2022, la commune comptait 516 habitants, en évolution de +7,5 % par rapport à 2016 (Somme : −1,26 %, France hors Mayotte : +2,11 %).
| 1793 | 1800 | 1806 | 1821 | 1831 | 1836 | 1841 | 1846 | 1851 |
| ---- | ---- | ---- | ---- | ---- | ---- | ---- | ---- | ---- |
| 365  | 341  | 534  | 525  | 601  | 585  | 676  | 657  | 701  |

| 1856 | 1861 | 1866 | 1872 | 1876 | 1881 | 1886 | 1891 | 1896 |
| ---- | ---- | ---- | ---- | ---- | ---- | ---- | ---- | ---- |
| 743  | 724  | 721  | 712  | 746  | 748  | 768  | 744  | 607  |

| 1901 | 1906 | 1911 | 1921 | 1926 | 1931 | 1936 | 1946 | 1954 |
| ---- | ---- | ---- | ---- | ---- | ---- | ---- | ---- | ---- |
| 611  | 595  | 521  | 463  | 459  | 438  | 436  | 401  | 404  |

| 1962 | 1968 | 1975 | 1982 | 1990 | 1999 | 2006 | 2007 | 2012 |
| ---- | ---- | ---- | ---- | ---- | ---- | ---- | ---- | ---- |
| 377  | 399  | 455  | 527  | 539  | 536  | 526  | 524  | 450  |

| 2017 | 2022 | - | - | - | - | - | - | - |
| ---- | ---- | - | - | - | - | - | - | - |
| 505  | 516  | - | - | - | - | - | - | - |

### Enseignement
Les élèves du village sont scolarisés au sein d'un regroupement pédagogique intercommunal qui associe les communes de Bussy-lès-Daours, Vecquemont et Aubigny.
À la rentrée 2019, deux classes sont situées à Vecquemont et deux autres à Aubigny.

### Culture, sports et loisirs
- La commune d'Aubigny est l'une des dernières où se pratique encore un sport traditionnel, celui de la balle à la main.
- La véloroute de Vallée de Somme passe à Aubigny.

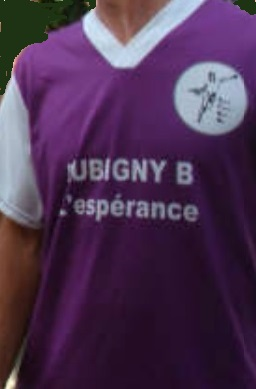
Maillot Balle à la main, Aubigny.
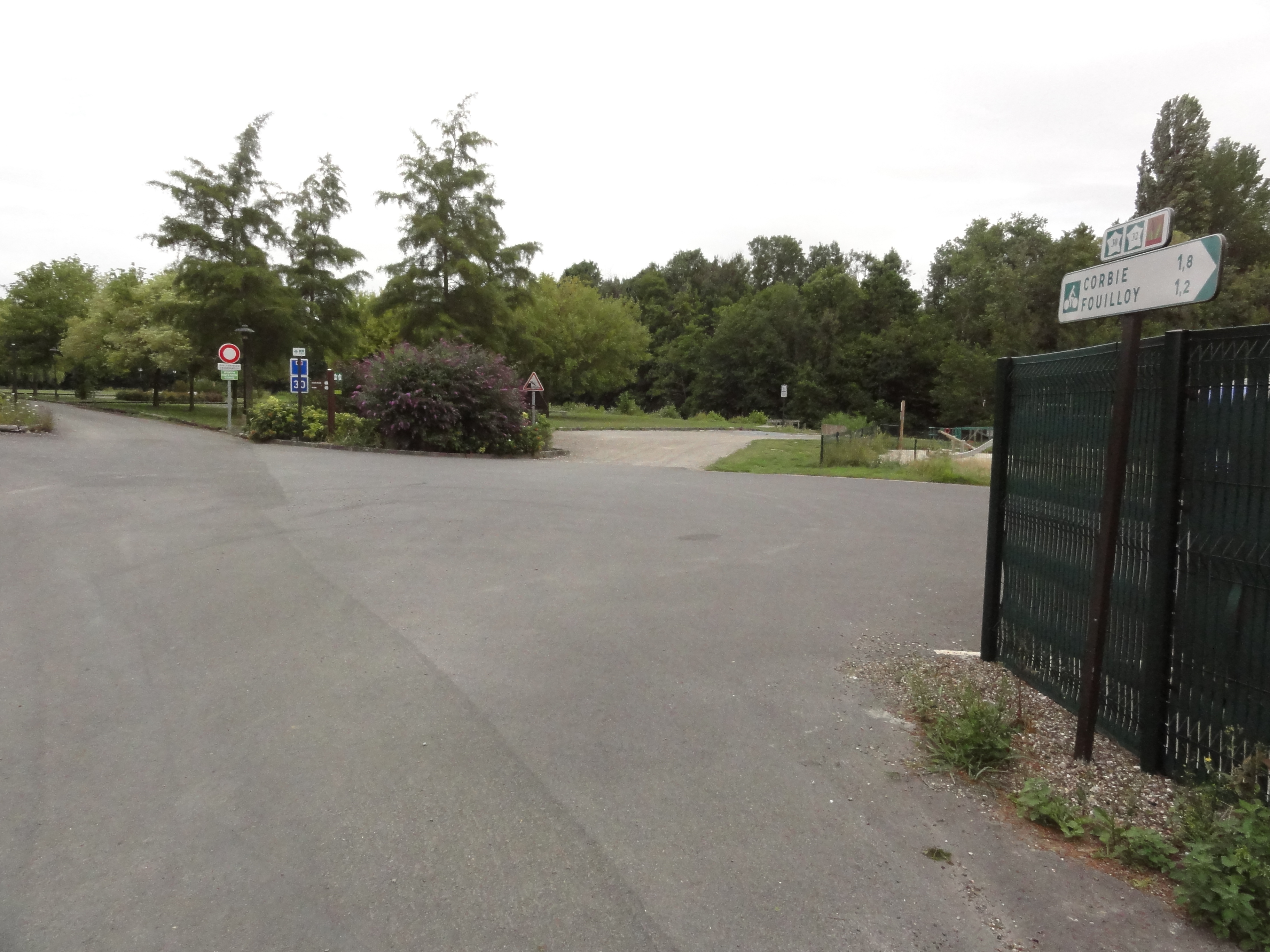
Véloroute de Vallée de Somme à Aubigny.

## Culture locale et patrimoine

### Lieux et monuments
- Église Sainte-Colombe[33],[34] : les origines du bâtiment actuel remontent au XVIe siècle mais il a été reconstruit en 1821.

 95 corps y reposent (7 Britanniques, 88 Australiens dont un inconnu). Édifié par les troupes australiennes en avril 1918, on continua à y ensevelir des corps jusqu'en août 1918.

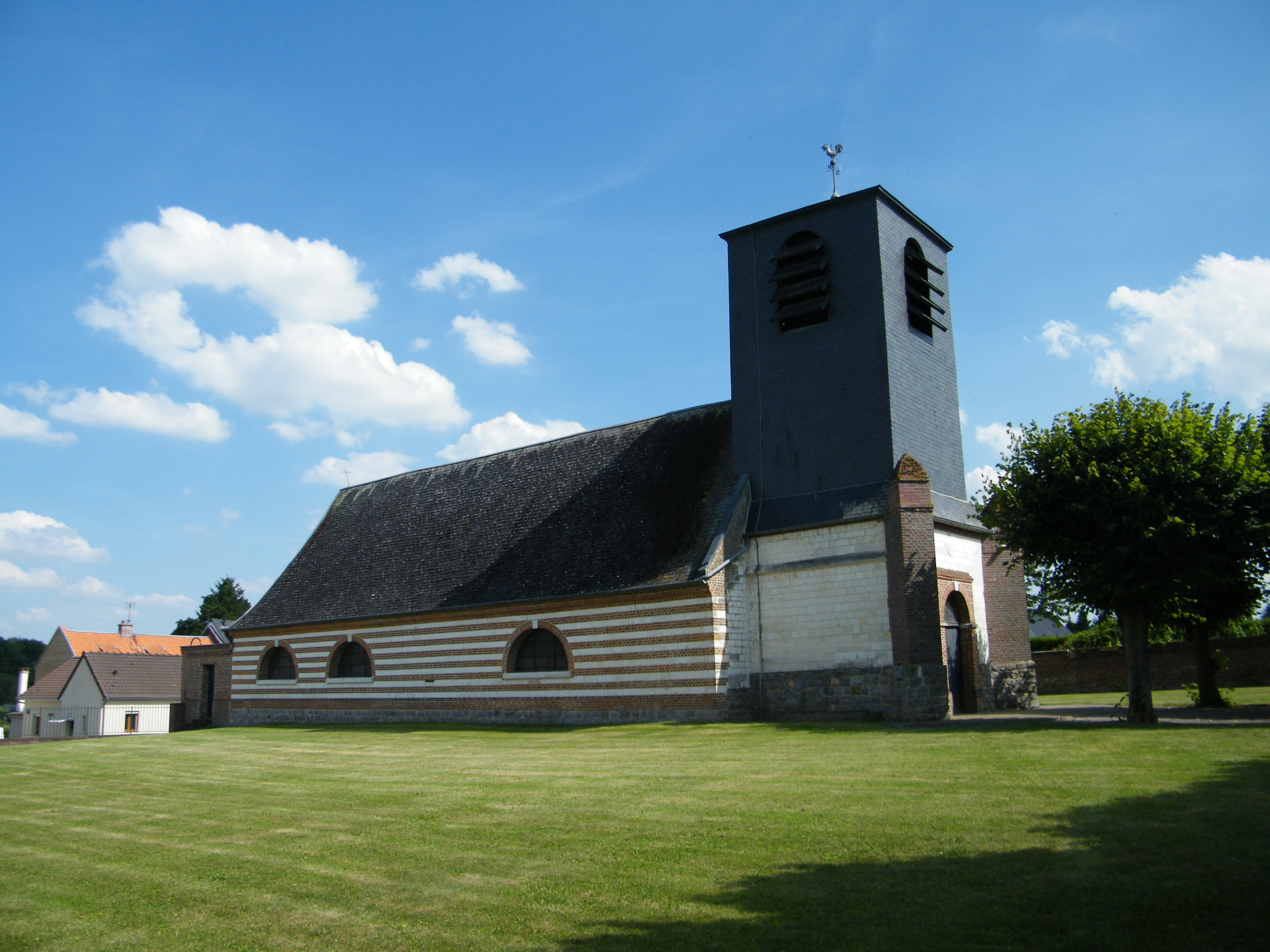
Église Sainte-Colombe.
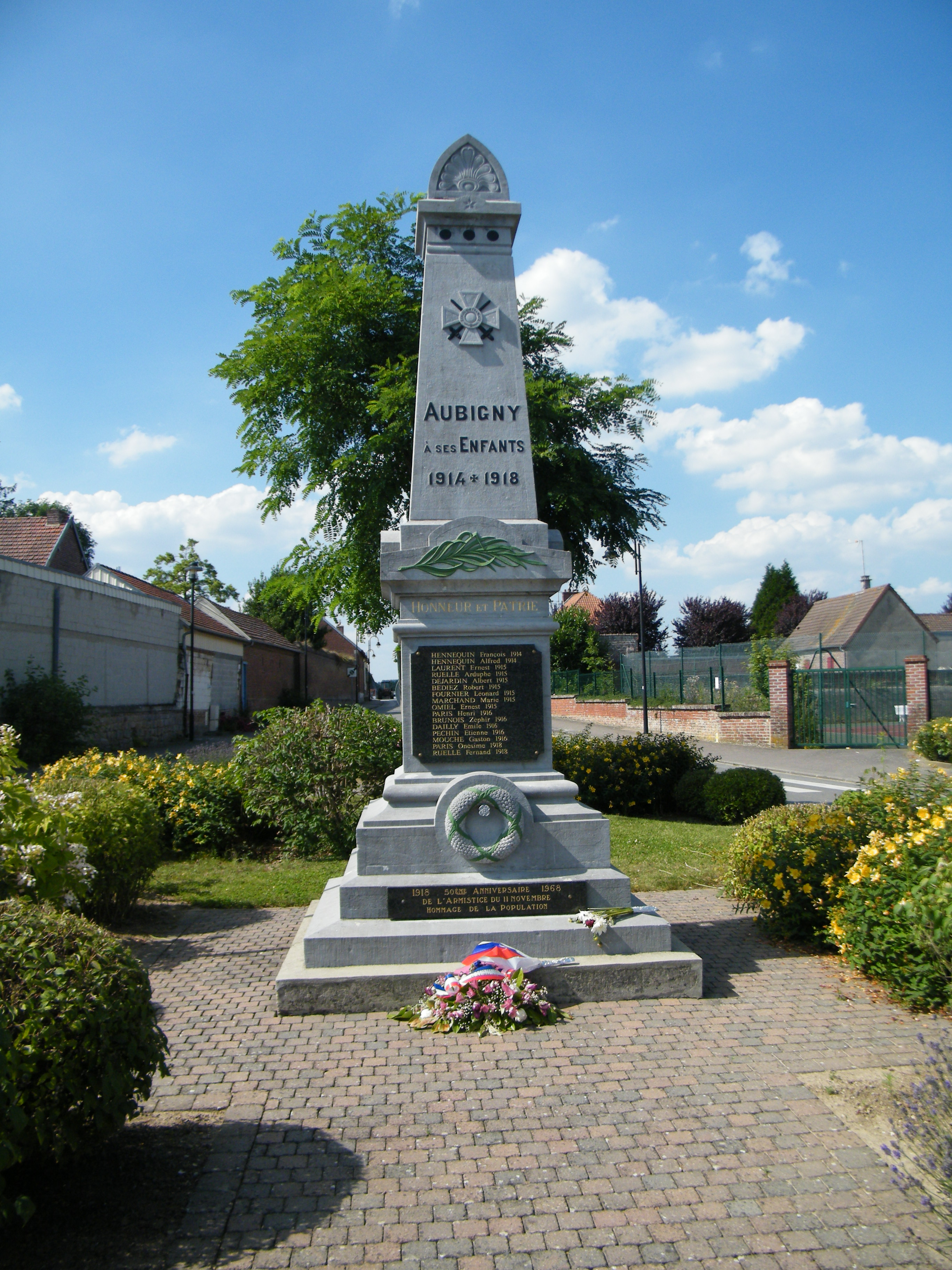
Monument aux morts.
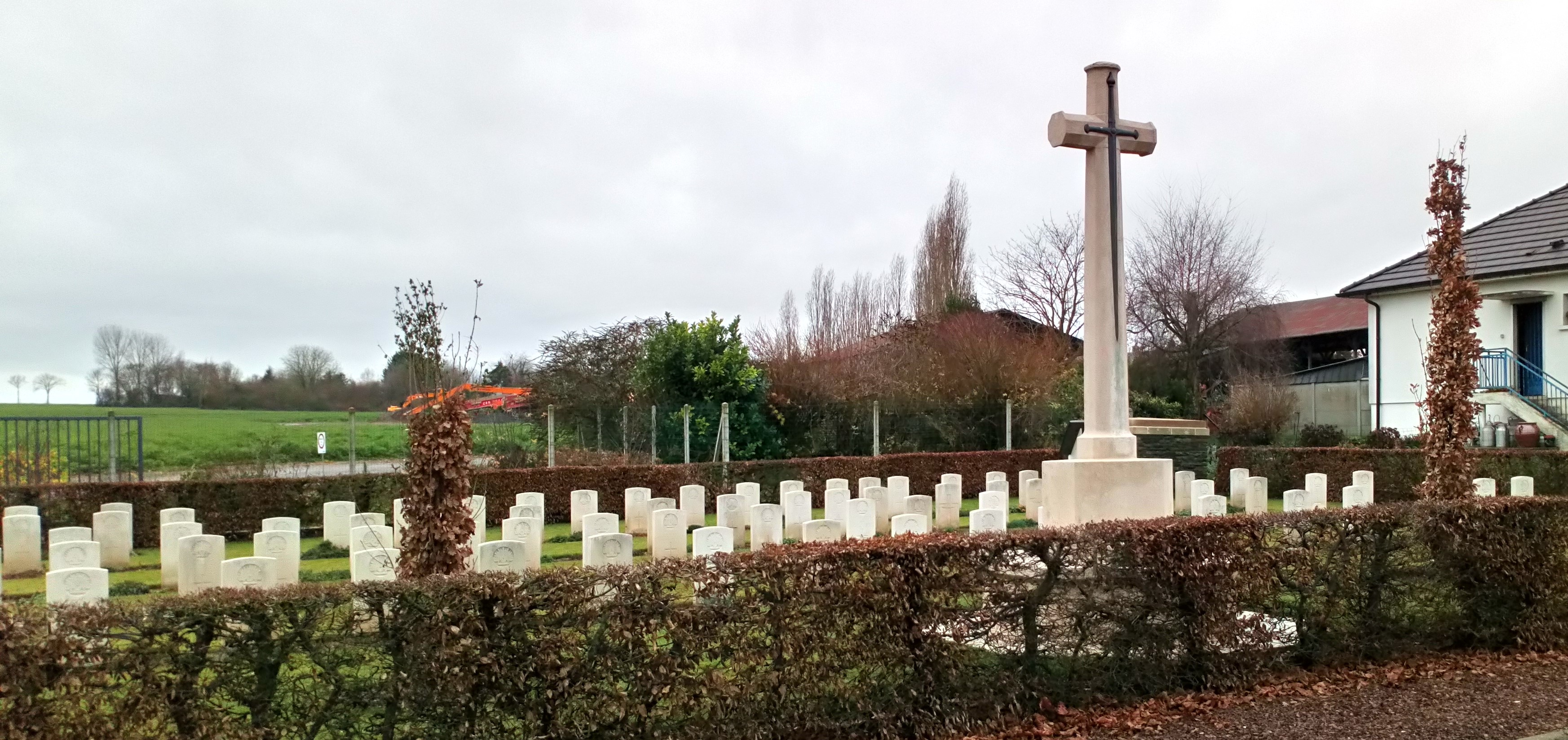
Cimetière militaire britannique
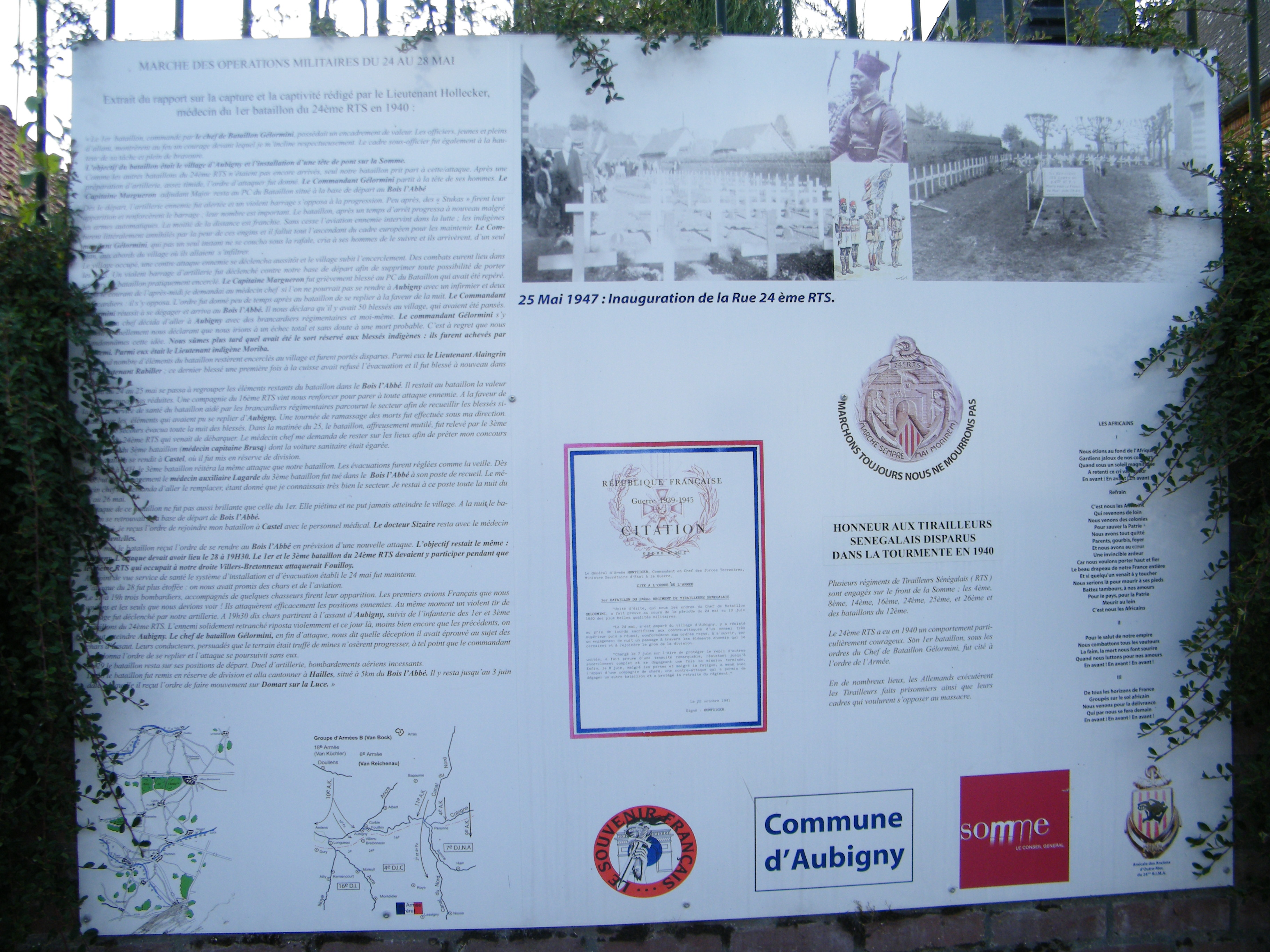
Panneau informatif, guerre 1939-1945.
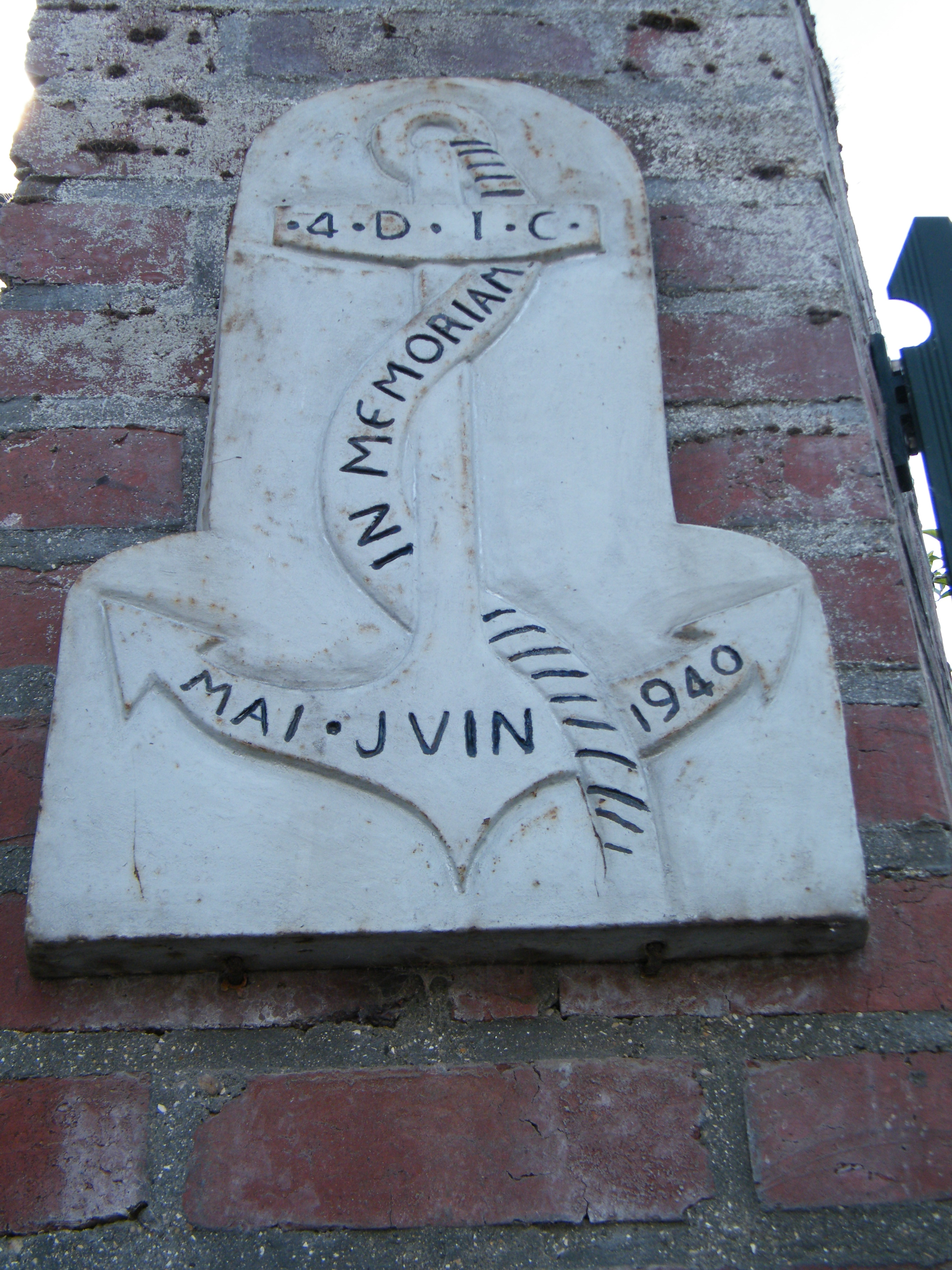
Entrée du cimetière.

### Héraldique
|  | La commune a adopté ces armoiries en 2012, création Jacques Dulphy et Daniel Juric. Elles s'inspirent d'un sceau de l'écuyer Gautier d'Aubigny, daté de 1316. Le lambel a été remplacé par un comble ondé symbolisant la Somme. Blasonnement : - D'or à trois lions couronnés de gueules ; au comble ondé d'azur. Ornement extérieur : - Croix de guerre 1939-1945 avec étoile de bronze. « Pour les actes de courage, d'abnégation et de résistance face à l'occupation. Pour les morts et les destructions suite aux violents combats de 1940 et les bombardements de 1944. Pour les habitants tués ou déportés ». |

### Décoration
Le secrétaire d'État à la Guerre cite :
– pour actes de courage, d'abnégation et de résistance face à l'occupation ;
– pour les morts et les destructions à la suite des violents combats de 1940 ;
– pour ses habitants fusillés ou déportés : la Croix de guerre 1939-1945 avec étoile de bronze a été attribuée à la commune d'Aubigny (Somme).

## Pour approfondir